# 로팔로솔렌과
로팔로솔렌과(Rhopalosolenaceae)는 녹조강 클라미도모나스목에 속하는 녹조류과의 하나로 분류하였던 분류군이다.

## 하위 속
- Bicuspidella - 현재 녹조강의 미분류 속으로 분류함.[1]
- Coleochlamys - 현재 클라미도모나스목의 미분류 속으로 분류함.[2]
- Hydrianum - 현재 클라미도모나스목의 미분류 속으로 분류함.[2]
- 켄트로스파이라속 (Kentrosphaera) - 현재 갈파래강 스코티노스파이라과로 분류함.[3]
- Pseudochlorothecium - 현재 클라미도모나스목의 미분류 속으로 분류함.[2]
- 로팔로솔렌속 (Rhopalosolen) - 현재 트레보욱시아강의 미분류 속으로 분류함.[4]